# Mirobaeoides pecki
Mirobaeoides pecki är en stekelart som först beskrevs av Austin 1984.  Mirobaeoides pecki ingår i släktet Mirobaeoides och familjen Scelionidae. Inga underarter finns listade i Catalogue of Life.